# Stazione di Cesano Maderno (1879)
La stazione di Cesano Maderno era la stazione ferroviaria della ferrovia Milano-Asso situata nell'omonimo comune.

## Storia
La stazione fu aperta il 27 settembre 1879 assieme al tronco da Bovisio Masciago a Seveso della ferrovia Milano-Erba. Il 12 giugno 2011 la stazione cessò l'esercizio, e venne sostituita da un nuovo impianto, posto alcune centinaia di metri più a nord, in corrispondenza dell'incrocio con la linea Saronno-Seregno.

## Strutture e impianti

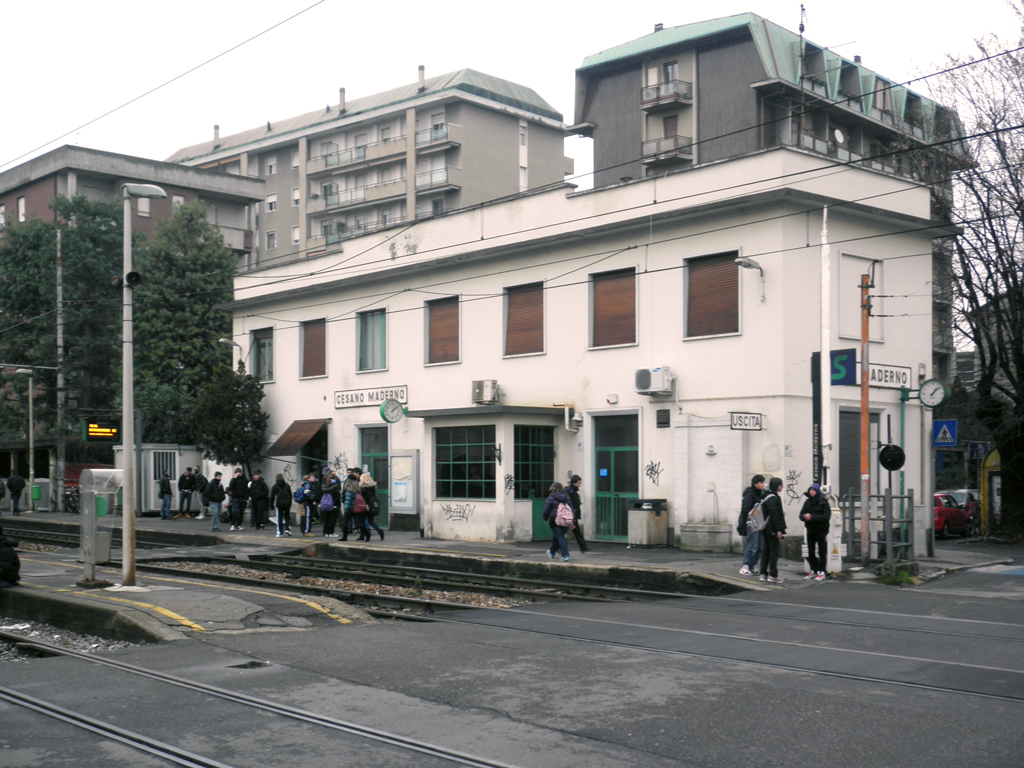
Il piazzale binari

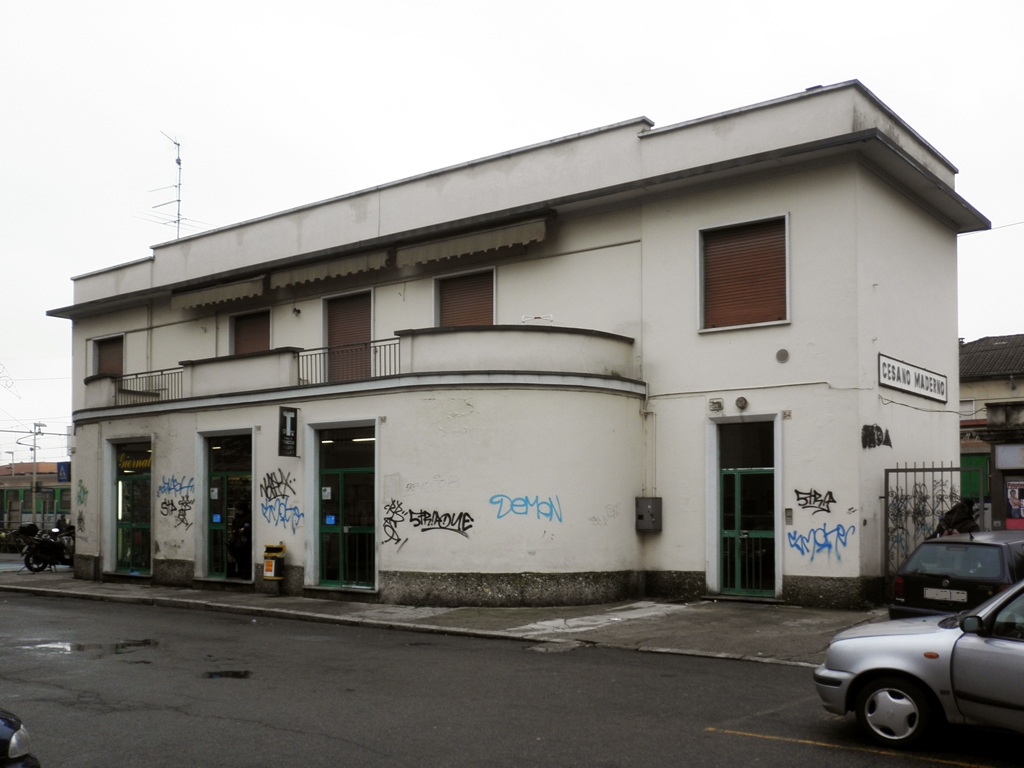
Retro della stazione

Il fabbricato viaggiatori era un edificio a due livelli a pianta rettangolare e dalle forme stilistiche essenziali. Questo non è il fabbricato originale del 1879 che l'ha probabilmente sostituito o almeno pesantemente ristrutturato probabilmente nel periodo tra le due guerre mondiali. Verso il lato campagna è presente un corpo aggiuntivo ad un unico livello fuori terra sormontato da una terrazza accessibile dagli appartamenti posti sul secondo piano. Il tetto, coperto alla vista da un frontone posto su tutti e quattro i lati, è a quattro spioventi.
Il piazzale era composto dai due binari di corsa della Milano-Asso, accessibili all'utenza da due banchine, e da un binario di scalo. Un passaggio a livello attraversa il fascio nei pressi del fabbricato viaggiatori.